# Marc Pomp

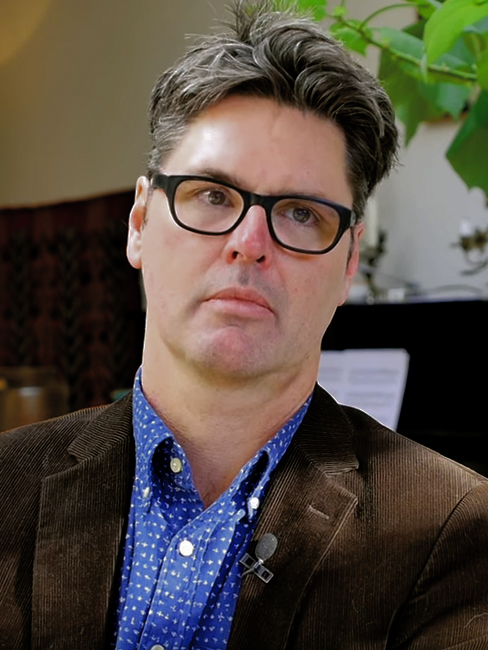
Marc Pomp (2016)

Johannes Marcus (Marc) Pomp (1963) is een Nederlands ontwikkelingseconoom.

## Loopbaan
Dr. Marc Pomp studeerde aan de Vrije Universiteit Amsterdam en promoveerde bij prof. dr. Jan Willem Gunning (1949) aan de Universiteit van Amsterdam. Hij werkte voor de Nederlandse Zorgautoriteit, de Nederlandse Vereniging van Ziekenhuizen en de Raad voor de Volksgezondheid en Zorg. Bij het Centraal Planbureau was hij als hoofd van de afdeling Regulering & Marktwerking betrokken bij het opstellen van het CPB-rapport Zorg voor concurrentie, met als centrale beleidsaanbeveling invoering van het nieuwe zorgstelsel.

### Publicatie over het zorgstelsel
In zijn studie Een beter Nederland. De gouden eieren van de gezondheidszorg berekende Marc Pomp het economisch rendement van de gezondheidszorg. Het rendement bleek een hogere levensverwachting, een hogere kwaliteit van leven en gunstige effecten op de economie zoals een lager ziekteverzuim en hogere productiviteit door betere gezondheid te zijn.

### Waardering van de Quality Adjusted Life Years
Pomp voerde zijn studie uit in opdracht van het ministerie van Volksgezondheid. Elk jaar extra levensverwachting heeft Pompe gewaardeerd met een bedrag van 50.000 euro. Dit bedrag speelt een rol bij de discussie over dure behandelingen en de kwaliteit van de toegevoegde levensjaren (Quality Adjusted Life Years).

### Studie naar het rendement van Healthy Ageing
Een door Dr. Pomp uitgevoerd onderzoek in opdracht van het Academisch Ziekenhuis van Groningen naar de in 2006 ingezette focus op het project Gezond ouder worden (Healthy Ageing) bevestigde de beleidskeuze van de noordelijke partners in dit project. De maatschappelijke baten van investeringen in Healthy Ageing blijken volgens het rapport Gezond en actief ouder worden. De maatschappelijke baten van Healthy Ageing onderzoek zeer groot te zijn en ambitieuze investeringen in gezonder ouder worden te rechtvaardigen.
Sinds 1 januari 2008 is Pomp zelfstandig adviseur gezondheidseconomie.

## Publicaties
- Een beter Nederland: de gouden eieren van de gezondheidszorg, Amsterdam, Balans, 2010
- Meetbaar nut of onschatbare waarde?, Stichting voor Economisch Onderzoek der Universiteit van Amsterdam, Amsterdam, 2003
- met Barbara Baarsma en Jules Theeuwes; "Dynamische marktwerking Over de complexiteit van mededinging in vijf sectoren", Rotterdam, 2006
- Smallholders and innovation adoption. Cocoa in Sulawesi, Indonesia, [S.l., s.n.], 1994 (proefschrift Vrije Universiteit Amsterdam)
- Kopen in ontwikkelingslanden: onvermijdelijk, wenselijk en vernieuwend, Stichting Maatschappij en Onderneming,  Den Haag, 1991

Voorts publiceerde hij in diverse door het Centraal Planbureau uitgegeven documenten, zoals 
- Prikkel de prof : een analyse van de bekostiging van universitair onderzoek (CPB document 36)
- Competition in markets for life insurance (CPB document 96)
- Switch on the competition (CPB document 97)
- Handle with care!: sturingsmodellen voor een doelmatige ouderenzorg (CPB document 122)
- QALY-tijd: nieuwe medische technologie, kosteneffectiviteit en richtlijnen (CPB document 152)
- Market share and price in Dutch home care: market power or quality? (CPB discussion paper 95)
- Rising health spending, new medical technology and the Baumol effect (CPB discussion paper 115)